# Pierluigi Giombini
Pierluigi Giombini (* 11. Dezember 1956 in Rom) ist ein italienischer Komponist, Musiker und Produzent.

## Leben
Giombini entstammt einer musikalischen Familie, sein Vater Marcello war Komponist und Dirigent und sein Großvater erster Oboist im Orchester der Accademia Nazionale di Santa Cecilia in Rom. Giombini studierte am Konservatorium zu Rom Klavier und Komposition und fand zur gleichen Zeit in der elektronischen Musik eine neue Richtung.
Pierluigi Giombini war in den 1980er Jahren Komponist, Arrangeur und Produzent vieler Italo-Disco-Hits wie I Like Chopin, Masterpiece und Lunatic für Gazebo, You Are A Danger für Gary Low oder Dolce Vita für Ryan Paris. Mit seinen Kompositionen hat er über 12 Mio. Platten weltweit verkauft.